# Контрола варијабли у психологији
Варијабле које се користе у истраживањима морају бити под неком врстом контроле како би се могао одредити њихов утицај на оно што се испитује. У уобичајеним истраживањима постоје зависне и независне варијабле, али и много осталих које могу утицати на њихов однос и оне се зову спољне варијабле. Уколико спољне варијабле утичу на однос између зависне и независне, закључци и резултати у истраживању не могу да буду валидни. Називају се још и екстерне варијабле.

## Спољне варијабле
Спољне (екстерне) варијабле су оне варијабле које нису укључене у истраживање а које могу да утичу на резултат истраживања и тешко их је контролисати. У истраживању у коме се испитује дејствно НВ (независна варијабла) на ЗВ (зависна варијабла), очекује се диеференцијални ефекат (различито дејство) НВ на ЗВ тј. да различитим нивоима НВ одговарају различите вредности ЗВ. Међутим, спољне варијабле могу да замагљују ово дејство па варирање вредности ЗВ постаје последица комбинације дејства НВ и спољних варијабли. Спољне варијабле се деле по пореклу и по систематичности.
Подела по пореклу:
- Спољне ситуационе варијабле (потичу од карактеристика ситуације; бука, температура, осветљење, поузданост мерног инструмента, начин приказивања дражи)
- Спољне субјект варијабле (интерсубјективне (односе се на разлике међу особинама различитих субјеката) и интрасубјективне (потичу од особина субјеката)) и
- Спољне експериментаторске варијабле (потичу од особина екпериментатора; различито понашање експериментатора према различитим субјектима).

Подела по систематичности
- Систематске
- Несистематске[2]

### Несистематске спољне варијабле
Несистематске спољне варијабле (варијабле шума) могу да делују на ЗВ, али не корелирају са НВ. На пример, ако се дејство НВ на ЗВ посматра као сигнал, онда су НСВ шум који омета пријем сигнала. Да би истраживач могао боље да региструје сигнал, он мора да контролише и смањи шум. 

#### Битне карактеристике НСВ:
- НСВ нису корелиране са НВ
- Нема разлога да се очекује да је варирање НСВ
- Доследно повезано са варирањем НВ тј. да је систематски различито на различитим нивоима НВ

НСВ у истраживањима дејства боје на време реакције могу бити ситуационе варијабле, субјект варијабле и експериментаторске.
Не постоји разлог зашто би истраживач помислио да ће субјект бити бржи или спорији код црвених или зелених стимулуса, да ће се боље концентрисати на неки од ових стимулуса, да ли ће се потенцијална зубобоља одразити на његову реакцију... Не постоји разлог за очекивање да ће ова врста варијабли систематски/намерно успоравати реакције на стимулусе. Ако се и добије нека разлика, то ће бити због дејства случаја. Постоје посебни поступци контроле којима се контролишу варијабле шума.

#### Ситуационе НСВ
Овде спадају услови под којима се одвија истраживање, попут повремене буке, треперење осветљења... Нема разлога да се очекује да ће се десити да:
- бука систематски омета више једне стимулусе од других
- да буде увек присутна или чешћа код једних, него код других
- да треперење светлости буде присутно више код једних или других...

#### Интерсубјективне НСВ
Представљају индивидуалне разлике међу субјектима, попут разлике у брзини, мотивацији, здравственом стању... Нема разлога да се очекује да ће се десити да они субјекти који су здравији, мршавији, мотивисанији реагују брже на црвену, него на зелену боју. 

#### Интрасубјективне НСВ
Представљају флуктуације у оквиру истог субјекта, односно промене у концентрацији, замору, раду сензомоторног нервног система... Нема разлога да се очекује да ће ове особине више утицати на један од стимулуса више него на други.

### Системске спољне варијабле
Систематске спољне варијабле се зову и конфундирајуће варијабле. Оне могу да делују на ЗВ, али корелирају са НВ. Разлике у нивоима НВ праћене су одговарајућим разликама у вредностима конфундирајуће варијабле. Њихово дејство на ЗВ није случајно већ систематско тј. различито на различитим нивоима НВ тако да постоји могућност диференцијалног ефекта конфундирајуће варијабле на зависну варијаблу који опонаша диференцијални ефекат НВ на ЗВ.
Да би била конфундирајућа, варијабла мора бити:
- мора да корелира са независном варијаблом. Ово може да буде каузална веза, али и не мора.
- да буде каузално везана са зависном варијаблом

Постојање конфундирајуће варијабле омогућава алтернативно објашњење резултата; уместо да се ефекат припише дејству НВ он се може приписати дејству конфундирајуће варијабле.
На пример, постоји корелација између великог броја куповине сладоледа и опекотина од сунца. Када би ово био каузални однос, значило би да сладолед утиче на то да неко задобије опекотине. Заборављена конфундирајућа варијабла је топлота. Топлота је током лета већа него у било ком другом периоду године, а људи купују сладоледе да се освеже. Људи због топлијег времена често више излазе напоље и зато задобијају опекотине. 
Да би се осигурала интерна валидност истраживања, конфундирајуће варијабле се морају узети у обзир. На пример, може се  пронаћи узрочно-последични однос који заправо не постоји, јер је ефекат који се мери узрокован конфундирајућом варијаблом, а не независном.
Неки од примера ССВ могу бити:
- боја (нивои НВ: црвена, зелена) и време реакције (ЗВ) - потенцијалне ССВ: светлина, поредак, пол
- граматичка врста (нивои НВ: именица, глагол) и обрада речи (ЗВ) - потенцијална ССВ: дужина речи
- пушење (нивои НВ: пушач, непушач) и математичка способност (ЗВ) - потенцијална ССВ: интелигенција
- емотивност речи (нивои НВ: неутрално, емотивно) и време реакције (ЗВ) - потенцијална ССВ: фреквенца речи

### Ефекти спољних варијабли на закључак о исходу истраживања
Присуство спољних варијабли може довести истраживача до погрешног закључка у вези са ефектом НВ на ЗВ. Може да прихвати да ефект постоји иако не постоји (прихватање непостојећег ефекта) или да закључи да ефект не постоји иако постоји (неприхватање постојећег ефекта). И систематске и несистематске спољне варијабле могу довести до оваквих грешака.

### Грешке изазване несистематским спољним варијаблама
Грешке истраживача се могу представити у табели као:
|                      |                    | Стварно стање свести | Стварно стање свести |
| -------------------- | ------------------ | -------------------- | -------------------- |
| Закључак истраживача |                    | ЗВ зависи од НВ      | ЗВ не зависи од НВ   |
| Закључак истраживача | ЗВ зависи од НВ    | Тачан закључак       | Грешка типа 1        |
| Закључак истраживача | ЗВ не зависи од НВ | Грешка типа 2        | Тачан закључак       |

или:
|                      |                     | Стварно стање свести           | Стварно стање свести             |
| -------------------- | ------------------- | ------------------------------ | -------------------------------- |
| Закључак истраживача |                     | Ефект постоји                  | Ефект не постоји                 |
| Закључак истраживача | Прихватање ефекта   | Прихватање постојећег ефекта   | Прихватање непостојећег ефекта   |
| Закључак истраживача | Неприхватање ефекта | Неприхватање постојећег ефекта | Неприхватање непостојећег ефекта |

#### Прихватање непостојећег ефекта
Услед дејства варијабли шума могуће је да се појави привидни ефект НВ на ЗВ иако не постоји. Ове грешке се називају грешке типа I и за њих се користе поступци за контролу – статистички тестови значајности помоћу којих се процењује вероватноћа да ли је неки ефект само последица случаја или је настао услед систематског дејства.

#### Неприхватање постојећег ефекта
Ако варијабле шума нису у довољној мери контролисане, а врше јак утицај на ЗВ, док НВ врши слаб утицај на ЗВ, може се десити да варијабле шума загуше ефекат НВ тј. да се тај ефекат не види у резултатима и да се закључи да ефекта нема. То је грешка типа II.

### Грешке изазване систематским спољним варијаблама

#### Прихватање непостојећег ефекта
Системски утицај на ЗВ постоји, али не потиче од НВ него од конфундирајуће варијабле. Статистички тестови значајности овде не помажу јер они помажу да се донесе одлука да ли је добијени ефекат дејство случаја (шума). Заштиту од систематских спољних варијабли пружају технике контроле.

#### Неприхватање постојећег ефекта
Конфундирајућа варијабла може имати обрнут ефект од НВ тако да се њихови ефекти на ЗВ међусобно поништавају, па иако ефекат постоји, закључиће се да не постоји.
Плаузибилност претпоставке о конфундацији може се утврдити логичком аргументацијом и емпирисјким налазима било позивањем на претходне радове или извођењем нових истраживања у којима ће се првобитно конфундирајућа варијабла третирати као НВ.

## Технике контроле спољних варијабли

### Контрола несистематских спољних варијабли
Главна методолошка контрола несистематских екстерних варијабли је принцип хомогенизације који налаже да сви чиниоци треба да буду максимално могуће хомогени тј. непроменљиви изузев истраживачких варијабли које морају да варирају. Начин да се ово оствари јесте реализација истраживања у лабораторији и на иснтрументима. Постоје и статистички тестови значајности.

### Контрола систематских спољних варијабли
Основно начело контроле конфундирајућих варијабли је принцип декорелације тј. уклањања постојања корелације између систематске спољне варијабле и НВ. То се омогућава тако што се обезбеђује да групе објеката које су различите с обзиром на НВ не буду различите с обзиром на спољну варијаблу тј. да буду уједначене с обзиром на њу. Технике контрле се своде на препоручене поступке расподеле објеката на нивое.
Постоје две групе техника контроле конфундирајућих варијабли: технике контроле које се користе само код експерименталних НВ и технике које се користе код неексперименталних НВ. 
Технике контроле које се користе код експерименталних независних варијабли су: 
1. рандомизација,
2. репетиција и
3. контрабалансирање.

Технике контроле које се користе код неексперименталних независних варијабли су: 
1. блоковање,
2. спаривање,
3. упросечавање и
4. хомогенизација

## Експерименталне технике контроле
У експерименталне технике контроле спадају: рандомизација, репетиција, контрабалансирање (интерсубјективно контрабалансирање, интрасубјективно контрабалансирање и контрабалансирање стимулуса).

## Неексперименталне технике контроле
У неексперименталне технике контроле спадају: хомогенизација, блоковање, упросечавање и спаривање.

## Поређење техника
Постоје разлике између селективних и експерименталних независних варијабли с обзиром на степен контроле конфундирајућих варијабли. Код манипулативних се користе рандомизација и репетиција са контрабалснирањем и њима се контролише велики број спољних варијабли за које истраживач и не зна да делују. Њихово коришћење олакшава увид у каузалне односе што је кључна предност екперименталних истраживања у односу на неекспериментална. Код селективних независних варијабли, користе се хомогенизација, блоковање, упросечавање и спаривање, али се њима контролише само мали број спољних варијабли и то оне које истраживач изабере да контролише.
Поступци уједначавања код селективних варијабли могу да доведу и до нерепрезентативности узорка. Статистичка контрола. Постоје случајеви истраживања када није могуће употребити ни једну од техника уједначавања група објеката – ако се као групе користе већ постојећи скупови објеката чији се саства не може мењати, ни одредити, ни изабрати. Тада се користе статистичке технике контроле након што су подаци прикупљени. Врши се математичка процена какве би биле вредности зависне варијабле у случају да се објекти били уједначени с обзиром на спољну варијаблу.